# Teresia Bokor
Anna Maria Teresia Bokor, född 16 september 1981 i Varberg, är en svensk operasångare (koloratursopran).
Bokor föddes i Varberg men växte upp i Vetlanda. Hon har ungerskt påbrå genom sin far. Bokor har studerat vid Vadstena folkhögskolas sånglinje och 2002 inledde hon studier i solistklassen på Musikhögskolan i Malmö. Åren 2005-08 studerade hon för professor Susanna Eken på Opera Akademiet i Köpenhamn. År 2005 vann Bokor pris som yngsta finalist i Malmö International Vocal Competition.
Bokor debuterade på Det Kongelige Teater i Köpenhamn år 2007 som Servilia i Mozarts La clemenza di Tito i en samproduktion med English National Opera. 2009 spelade hon den kvinnliga huvudrollen Christine i musikalen The Phantom of the Opera vid Det Ny Teater i Köpenhamn. 2009 till 2010 var hon solist på Landestheater Linz i Österrike och medverkade i flera produktioner bland annat som sopransolist i Carmina Burana med Der Bruckner Orchester. Mellan 2010 och 2012 var hon engagerad vid Malmö Opera. 2013 debuterade Bokor som Nattens Drottning i Trollflöjten på Folkoperan i Stockholm.
Teresia Bokor tilldelades 2014 Folkoperans Vänners soliststipendium 2013 för sin tolkning av Nattens Drottning i Trollflöjten.